# 藤井斉
藤井 斉（ふじい ひとし、1904年〈明治37年〉8月3日 - 1932年〈昭和7年〉2月5日）は、日本の海軍軍人。海兵53期卒。五・一五事件を起こした海軍青年士官の指導者で革命児と称された人物であり、また、日本海軍搭乗員最初の戦死者の一人である。戦死による一階級昇進で最終階級は海軍少佐。

## 生涯

### 海兵入校まで
1904年〈明治37年〉8月3日、長崎県平戸に生れる。本籍は佐賀県。
父は炭鉱主であったが事業に失敗し、藤井は祖父、次いで親族の山口半六に引き取られ養育を受けた。山口は孫文の革命運動に協力した人物であり、藤井は大きく影響を受けたといわれる。
佐賀中学を卒業するにあたり、山口は藤井に外交官を勧めたが、海軍士官の道を選ぶ。面接試験は佐賀県庁で行われ、面接にあたった海兵教官は藤井の人物に感嘆したという。学科試験に合格し、海軍兵学校（53期）に進む。席次は3番であった。

### 海兵生徒時代
藤井が入校した頃の兵学校はワシントン海軍軍縮条約の影響で、兵学校の採用生徒数が削減された時期であった。52期生は236名であったが、藤井ら53期生は62名である。皇族である伏見宮博信王、戦後に海上自衛隊の海将となる福地誠夫、戦艦大和 最後の航海長となる茂木史朗らが藤井の同期生である。
入校後の藤井は勉学に力を入れることは無かったが、目立つ存在であった。同期生の小手川勝彦と大アジア主義を唱えて問題になり、兵学校側は退校させることを考慮している。退校を免れた藤井であったが、時の軍令部長・鈴木貫太郎が来校した際、軍縮条約を非難し、アジアの解放を訴える演説を行った。こうした中、藤井の母校・佐賀中学出身の生徒を中心に藤井に共鳴するものが集まっていった。兵学校の休暇中は東京に行き、大川周明、安岡正篤らの知遇を得ている。1925年（大正14年）7月海軍兵学校を卒業。席次は27番であった。

### 卒業後
装甲巡洋艦「磐手」乗組として遠洋航海に参加。帰国後、軽巡洋艦「由良」乗組となり、翌年、12月海軍少尉に任官した。
1928年（昭和3年）6月、戦艦「扶桑」乗組を経て、同年12月、海軍中尉に進級し第13駆逐隊附となった。母港の呉から再三海兵を訪問し、在校生と会合を持つ。
1929年（昭和4年）11月、第20期飛行学生となり霞ヶ浦海軍航空隊に赴任。司令は小林省三郎少将であり、末次信正とともに藤井が最も信頼する海軍軍人であった。同隊には教官に神兵隊事件に関与する山口三郎、終戦時の第302海軍航空隊司令・小園安名、学生として兵学校以来の同志・古賀清志がいた。この時期に井上日召、橘孝三郎、権藤成卿らと交わりを持つ。
大村航空隊附（教官）を経て、1931年(昭和6年)12月、海軍大尉に進級。空母「加賀」乗組となり、第一次上海事変に出征した。空母「加賀」攻撃隊の第二小隊長機操縦員であった藤井は上海上空で撃墜され、機長・矢部譲五郎大尉、電信員・芹川良一一等航空兵とともに戦死した。なお、この日、空母「鳳翔」戦闘機隊が、日本海軍史上初の空中戦闘を交えている。

### 青年将校運動
藤井は青年将校の間で高まっていた国家革新運動（昭和維新）の海軍側の指導者であった。兵学校以来の同志と王師会を組織し、発足当時の会員は10名前後でロンドン海軍軍縮会議のころは40数名に増加している。この王帥会は政党政治を非難し、国家の改造を目的としたものである。藤井は西田税が組織した天剣党に加盟し、陸軍青年将校との連携を図っており、十月事件への参加も考えていた。しかし、橋本欣五郎らに不信を抱き途中で離脱している。
1930年(昭和5年)のロンドン海軍軍縮条約批准には強硬に反対した。海軍大臣・財部彪が軍縮会議から帰国し、東京駅に着いた際に、『売国全権財部を吊迎す』と書かれたノボリを掲げたのは藤井、三上卓らである。
その後も『憂国慨言』と名づけた冊子を海軍部内に配布し謹慎7日の処分を受けた。しかし、藤井は右翼団体と結び、海軍省や濱口雄幸内閣の揺さぶり工作を行い反対活動を継続している。
藤井に影響を与えた人物に、大川周明、井上日召、権藤成卿らがいた。北一輝ともつながりはあったが、農本自治社会を唱える権藤に共鳴していたという。また、大洗の護国堂を頻繁に訪れては、所在していた井上と議論を重ね、盟約を結んだ。なお、井上の兄は殉職した井上二三雄海軍中佐である。
国家組織の改造を志す藤井は大川から革命計画を聞かされ勇躍していたという。その計画は満州で支那人を利用して日本人を数名殺害させ、日中間の対立を起こすことで国家を混乱させ、それに乗じ議会を襲撃し革命を成し遂げるというものであった。しかしこの革命計画に激怒した井上日召に叱責され、藤井は面目を失った。
藤井は目的達成には指導者層の変革が必要であるとし、実力行動を考えるようになる。井上から四元義隆を通じて1932年（昭和7年）2月の決起を伝えられ、藤井は同意を与えていたが、1月に発生した第一次上海事変に出征することとなり、実力行動に移ることなく戦死した。
藤井の戦死は2月5日であったが、井上を中心とした血盟団事件は2月9日の井上準之助暗殺で始まった。
海軍側の同志であった三上卓、古賀清志らは5月15日、犬養毅首相を総理官邸において射殺した（五・一五事件）。

## 登場する作品
- 日本暗殺秘録 - 演：田宮二郎